# Hymerhabdia pori
Hymerhabdia pori är en svampdjursart som beskrevs av Tsurnamal 1969. Hymerhabdia pori ingår i släktet Hymerhabdia och familjen Bubaridae. Inga underarter finns listade i Catalogue of Life.